# (444004) 2004 AS1
2004 أي أس 1 (ويعرف أيضًا باسم (444004) 2004 أي أس 1 وفق تسمية الكوكب الصغير) (بالإنجليزية: 2004 AS1)‏ هو كويكب ضمن حزام الكويكبات؛ وترتيبه 444004 من حيث الاكتشاف.
اكتُشف هذا الجُرم الفلكي بواسطة بحث لنكولن عن الكويكبات القريبة من الأرض في 13 يناير 2004.

## وصلات خارجية
- (444004) 2004 AS1 في قاعدة بيانات مختبر الدفع النفاث لأجرام النظام الشمسي الصغيرة

- الاكتشاف · مخطط المدار ·  العناصر المدارية · المعلمات المادية

- (444004) 2004 AS1 على موقع ويكي سكاي: DSS2, SDSS, GALEX, IRAS, Hydrogen α, X-Ray, Astrophoto, Sky Map, Articles and images